# Простой многогранник
Простой многогранник — выпуклый {\displaystyle d}-мерный многогранник,
у которого из любой вершины выходит ровно {\displaystyle d} рёбер.

## Примеры
- Размерность 3
  - Тетраэдр
  - Куб
  - Додекаэдр
  - Призма
- Любой многогранник Коксетера является простым

## Свойства
- Многогранник является простым тогда и только тогда, когда его двойственный многогранник симплициальный.
- Уравнения Дена — Сомервиля для простого многогранника выглядит следующим образом: если {\displaystyle f_{k}} — число {\displaystyle k}-мерных граней {\displaystyle n}-мерного многогранника и
{\displaystyle \sum _{k}f_{k}\cdot (t-1)^{k}=\sum _{k}h_{k}\cdot t^{k}}

то {\displaystyle h_{k}=h_{n-k}} для любого {\displaystyle k}.
- Комбинаторный тип простого многогранника полностью определяется графом из его вершин и рёбер[1].
- Простые многогранники образуют открытое всюду плотное множество в пространстве многогранников с фиксированным числом граней коразмерности 1, которое снабжено метрикой Хаусдорфа.